# Greenomyia borealis
Greenomyia borealis är en tvåvingeart som först beskrevs av Johannes Winnertz 1863.  Greenomyia borealis ingår i släktet Greenomyia och familjen svampmyggor. Arten är reproducerande i Sverige. Inga underarter finns listade i Catalogue of Life.